# Verwaltungsgemeinschaft Börde-Hakel

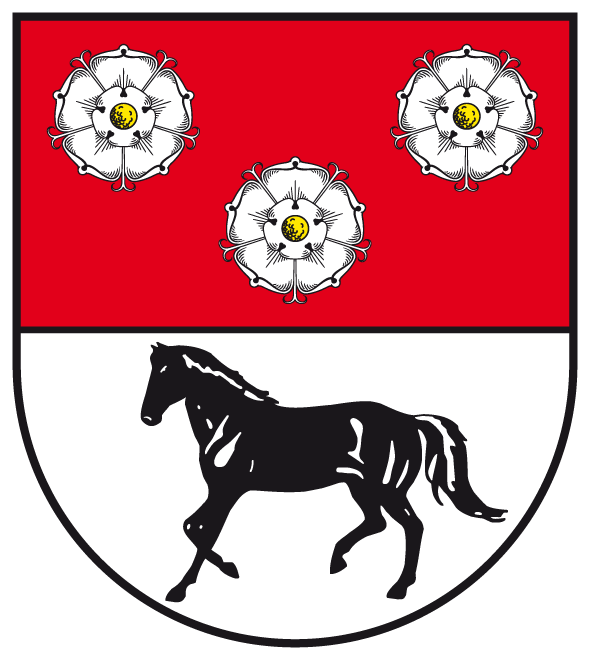
Wappen der VG Börde-Hakel

Die Verwaltungsgemeinschaft Börde-Hakel war eine Verwaltungsgemeinschaft im Landkreis Aschersleben-Staßfurt in Sachsen-Anhalt.

## Mitgliedsgemeinden
| - Etgersleben - Hakeborn - Westeregeln |

## Geschichte
Die Verwaltungsgemeinschaft Börde-Hakel entstand 1994 durch den freiwilligen Zusammenschluss von drei Gemeinden. Sie wurde zum 1. Januar 2005 aufgelöst und die Gemeinden in die neu gegründete Verwaltungsgemeinschaft Egelner Mulde eingegliedert.

## Politik

### Wappen
Das Wappen wurde am 28. April 1995 durch das Regierungspräsidium Magdeburg genehmigt.
Blasonierung: „Geteilt Rot über Silber; oben drei (2:1) silberne Rosen, unten ein schreitendes schwarzes Pferd.“
Das Wappen wurde vom Magdeburger Heraldiker Jörg Mantzsch gestaltet.